# Pseudocerastium stellarioides
Pseudocerastium stellarioides är en nejlikväxtart som beskrevs av X. H. Guo och X. P. Zhang. Pseudocerastium stellarioides ingår i släktet Pseudocerastium och familjen nejlikväxter. Inga underarter finns listade i Catalogue of Life.